# Klaus Goldammer
Klaus Goldammer (* 28. August 1952 in Leipzig) ist ein deutscher Marathonläufer.

## Leben
1978 fing er hobbymäßig mit dem Laufen an. 1982 gewann er den Leipzig-Marathon, bei dem er mit weiteren fünf Siegen (1982, 1984, 1990, 1996, 1997) Rekordhalter ist, und den Lichtenberg-Marathon. 1982 siegte er gemeinsam mit Roland Winkler beim Marathon des Friedenslaufs, in dem der Lichtenberg-Marathon aufgegangen war. 
1985 gewann er ein weiteres Mal den Friedenslauf-Marathon, 1984 und 1987 den Marathon des GutsMuths-Rennsteiglaufs. Beim Herbstmarathon in Budapest wurde er 1986 und 1987 Sechster, 1988 Zweiter und 1989 Erster. 1989 siegte er außerdem beim Marathon von Sofia und wurde Dritter bei der DDR-Meisterschaft im Marathon, und 1990 durch seinen Gesamtsieg beim Leipzig-Marathon letzter DDR-Marathonmeister.
2007 und 2009 gewann er den Schlaubetal-Marathon.
Goldammer, dem in der DDR wegen seines fortgeschrittenen Alters und familiärer Beziehungen in den Westen Einsätze in der Nationalmannschaft verwehrt blieben, war als Seniorensportler in verschiedenen Altersklassen international erfolgreich. Unter anderem stellte er am 24. Januar 1999 in Berlin mit 8:36,64 min einen Hallenweltrekord über 3000 Meter für die Klasse M 45 auf.
Klaus Goldammer startete zu DDR-Zeiten für den TSC Berlin und später für den OSC Berlin. Er promovierte 1982 an der Universität Leipzig zum Thema Studien zu den Indoamerikanismen aus dem Insel-Aruak und ihrer Produktivität in der kubanischen Variante der spanischen Sprache und ist seit 1995 freiberuflicher Übersetzer für Englisch und Spanisch.

## Persönliche Bestzeiten
- Halbmarathon: 1:06:54 h, 17. September 1995, Dünkirchen
- Marathon: 2:16:59 h, 25. Oktober 1986, Budapest